# Francesco Maffei

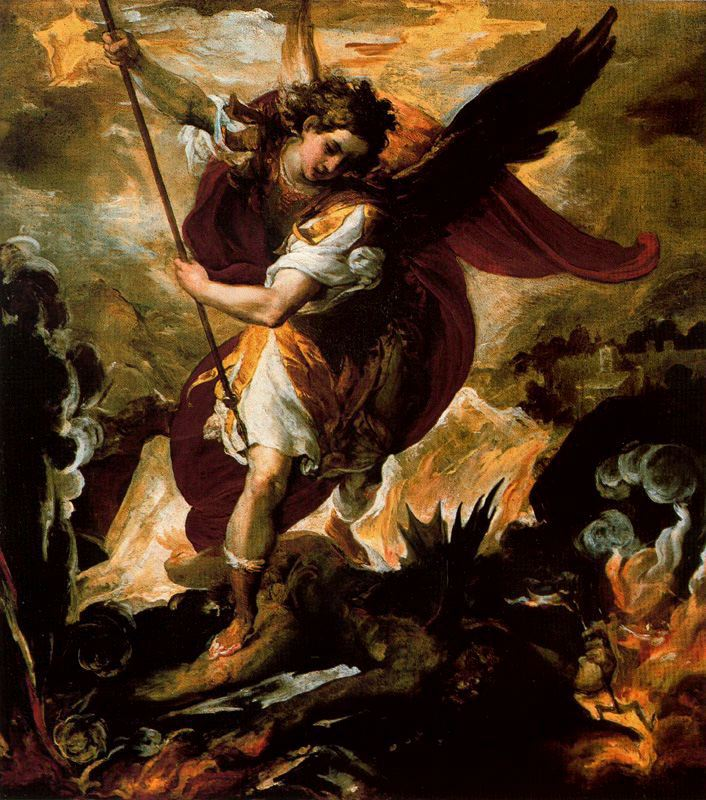
Sant Miquel arcàngel derrota Llucifer, Mnac, depòsit de la Col·lecció Thyssen-Bornemisza

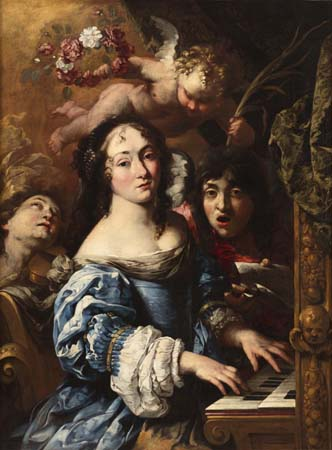
Santa Cecília

Francesco Maffei (Vicenza, 1605 - Pàdua, 2 de juliol de 1660) fou un pintor italià actiu durant el Barroc.

## Biografia

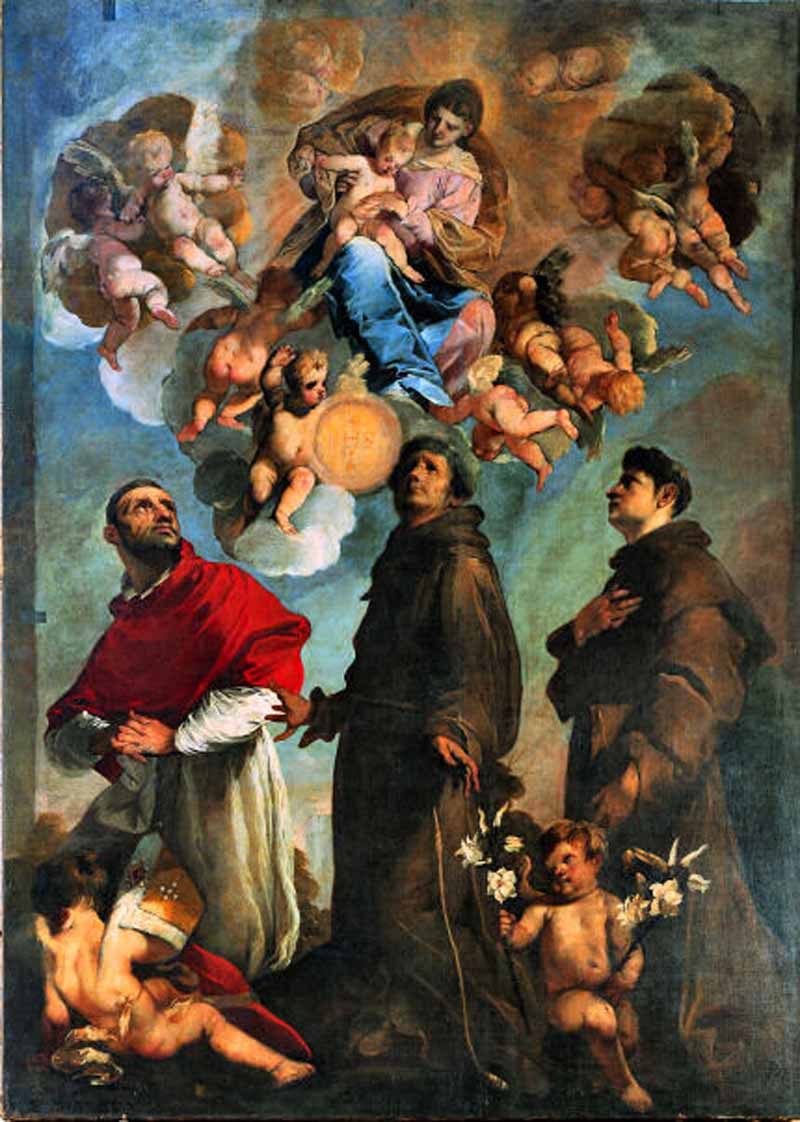
Mare de Déu amb l'Infant i els sants Carlos Borromeo, Bernardino de Siena i Antoni de Pàdua, Oratori del Carmine, Sarzana

Fill del pintor Giacomo Maffei, de qui va rebre la seva primera formació com a artista. Posteriorment entrà com a aprenent del taller que els Maganza dirigien a Vicenza.
El 1638 va visitar Venècia, on va poder conèixer l'art innovador de pintors com Johann Liss, Domenico Fetti o Bernardo Strozzi. Maffei va abandonar Vicenza el 1657 i es va instal·lar a Pàdua, on pocs anys després va morir víctima de la pesta.

## Estil
El seu estil juvenil està molt influenciat pel de Paolo Veronese i Jacopo Bassano, a través del seu mestre Alessandro Maganza. No obstant això, aviat desenvolupà un llenguatge propi, més dinàmic i narratiu. Mai podrà alliberar-se de la influència manierista en què s'havia educat. Les seves figures són extremadament estilitzades, contrastant amb l'ús més atrevit del color, amb gust pels fons de tons foscos, basat en el seu coneixement de l'obra de Tintoretto.
Maffei va desenvolupar un estil de vegades excèntric, que arriba a un gran patetisme sobretot en les seves obres de caràcter religiós. In fins i tot en les seves al·legories exhibeix un caràcter nerviós, amb gust per les dissonàncies i una pinzellada agressiva, que trenca amb la seva primitiva formació tardomanierista. Notables són els seus treballs en els Oratoris delle Zitelle i de Sant Nicola da Tolentino, a la seva ciutat natal. L'estil de Maffei va ser seguit per artistes com Antonio Bellucci o Andrea Celesti. Al Museu Nacional d'Art de Catalunya (Mnac) es pot veure una obra seva, Sant Miquel arcàngel derrota Llucifer, provinent de la col·lecció Thyssen.

## Obres rellevants
- Ecce Homo (col·lecció privada)

Perseu talla el cap a Medusa, Gallerie dell'Accademia de Venècia

- Sant Nicolau i l'àngel (1626, San Nicola da Tolentino, Vicenza)
- Vida de Sant Gaietà (Sant Stefano, Vicenza)
- Trinitat (Oratori de Sant Nicola, Vicenza)
- Martiri dels franciscans menors a Nagasaki (1630, San Francesco, Schio)
- Mare de Déu amb l'Infant i els sants Carlos Borromeo, Bernardino de Siena i Antoni de Pàdua (Oratori del Carmine, Sarzana)
- Santa Cecília (Fondazione Luciano i Agnese Sorlini, Carzago)
- Trasllat de les relíquies dels sants bisbes Dominator, Pau i Anastasi (Duomo Vecchio, Brescia)
- Sant Miquel arcàngel derrota Llucifer (Museu Thyssen-Bornemisza, Madrid)
- Glorificació del podestà Giovanni Cavalli (1646)
- Glorificació de Gaspare Zane (1646, Museu de Vicenza)
- Glorificació de Girolamo Priuli (1649, Museu Cívic de Pàdua)
- Perseu talla el cap de Medusa (1650, Galleria dell'Accademia, Venècia)
- Paràbola dels veremadors (1650, Museu de Castelvecchio, Verona)
- Rinaldo i l'escut de mirall (1650, The Getty Center, Los Angeles)
- Rinaldo conquesta el Bosc Encantat (1650, The Getty Center, Los Angeles)
- Adoració dels Pastors (1650, Ashmolean Museum, Oxford)
- Glorificació de l'inquisidor Alvise Foscarini (1652, Museu de Vicenza)
- Perseu allibera Andròmeda (1657-1958, Museu del Settecento Veneziano, Ca 'Rezzonico, Venècia)
- Prometeu amb el mirall i l'àguila o al·legoria de la vista (1657-1658, Museu del Settecento Veneziano, Ca 'Rezzonico, Venècia)